# Olympische Winterspiele 1992/Teilnehmer (Litauen)
| Gelbes Symbol für Goldmedaillen mit stilisierten Olympischen Ringen | Graues Symbol für Silbermedaillen mit stilisierten Olympischen Ringen | Braundes Symbol für Bronzemedaillen mit stilisierten Olympischen Ringen |
| ------------------------------------------------------------------- | --------------------------------------------------------------------- | ----------------------------------------------------------------------- |
| —                                                                   | —                                                                     | —                                                                       |

Litauen nahm an den Olympischen Winterspielen 1992 im französischen Albertville mit sechs Athleten, drei Männer und drei Frauen, in drei Sportarten teil. 
1992 stellte Litauen erstmals seit 1928 wieder eine eigene Olympiamannschaft. Nach dem Zweiten Weltkrieg nahmen bis 1988 litauische Sportler nur als Mitglieder sowjetischer Delegationen an Olympischen Spielen teil. Das Team blieb ohne Medaille.

## Flaggenträger
Der Biathlet Gintaras Jasinskas trug die Flagge Litauens während der Eröffnungsfeier im Parc Olympique.

## Teilnehmer nach Sportarten

### Biathlon
Männer
- Gintaras Jasinskas
10 km Sprint → 64. (29:44,3 min – 2 Fehlschüsse)
20 km Einzel → 19. (1:00:17,8 h – 1 Fehlschuss)

Frauen
- Kazimiera Strolienė
7,5 km Sprint → 27. (27:16,7 min – 4 Fehlschüsse)
15 km Einzel → 28. (57:20,0 min – 6 Fehlschüsse)

### Eiskunstlauf
Eistanzen
- Margarita Drobiazko und Povilas Vanagas→ 16. Platz

### Ski Nordisch

#### Langlauf
Männer
- Ričardas Panavas
10 km klassisch → 54. (31:48,9 min)
15 km Verfolgung → 50. (44:54,5 min)
30 km klassisch → 41. (1:30:38,0 h)

Frauen
- Vida Vencienė
5 km klassisch → 19. (15:08,7 min)
10 km Verfolgung → 28. (29:19,1 min)
15 km klassisch → 11. (45:12,9 min)
30 km frei → 16. (1:29:45,4 h)